# Echegaray (cràter)
Echegaray és un cràter d'impacte en el planeta Mercuri de 63 km de diàmetre. Porta el nom del dramaturg espanyol José Echegaray (1832-1916), i el seu nom va ser aprovat per la Unió Astronòmica Internacional el 1985.